# П'єро Тоскані
П'єро Тоскані (італ. Piero Toscani; 28 липня 1904, Мілан, Італія — 23 травня 1940, Мілан, Італія) — італійський боксер, олімпійський чемпіон 1928 року. 

## Аматорська кар'єра
Олімпійські ігри 1928 
- 1/8 фіналу. Переміг Інгварда Людвігсена (Данія)
- 1/4 фіналу. Переміг Оскара К'ялландера (Швеція)
- 1/2 фіналу. Переміг Леонарда Стаєрта (Бельгія)
- Фінал. Переміг Яна Германека (Чехословаччина)